# Дуомо (Бреша)
Дуомо је насеље у Италији у округу Бреша, региону Ломбардија.
Према процени из 2011. у насељу је живело 1075 становника. Насеље се налази на надморској висини од 145 м.